# 仲本千津
仲本 千津（なかもと ちづ、1984年 - ）は、日本出身・ウガンダ在住の社会起業家。RICCI EVERYDAY共同創業者兼代表取締役COO、レベッカアケロ社マネージングディレクター。日本政策投資銀行女性起業事業奨励賞、日本イノベーター大賞特別賞等受賞。修士（法学）。

## 人物・経歴
静岡県静岡市葵区出身。静岡雙葉中学校・高等学校を経て、早稲田大学法学部卒業後、2009年一橋大学大学院法学研究科修士課程修了、修士（法学）。大学院では平和構築や、アフリカの紛争問題を研究し、TABLE FOR TWO International研修生、沖縄平和協力センターインターンも務めた。
大学院修了後三菱東京UFJ銀行（現三菱UFJ銀行）に入行し、丸の内支社法人営業部で中小企業などを担当した。2011年退社し、笹川アフリカ協会（現ササカワ・アフリカ財団）に入り、2014年からウガンダ事務所駐在として農業支援にあたった。
2015年ウガンダの首都カンパラでシングルマザーなどの女性が働けるバッグ工房を立ち上げ、母仲本律枝と静岡市葵区にRICCI EVERYDAYを設立。アフリカ布を使ったトラベルバッグブランドを日本で展開し成功させた。2016年ウガンダでレベッカアケロリミテッドを設立し、同社マネージングディレクター就任。
2016年第1回日本AFRICA起業支援イニシアチブ最優秀賞受賞。2017年日本イノベーター大賞2017特別賞及び第6回DBJ女性新ビジネスプランコンペティション女性起業事業奨励賞、第5回グローバル大賞国際アントレプレナー賞最優秀賞受賞。2018年度CHIVAS VENTURE日本代表。2022年パブリックリソース財団「女性リーダー支援基金～一粒の麦～」受賞。

## 著書
- 『ワークショップで学ぶ紛争解決と平和構築』（上杉勇司, 小林綾子と共編著）明石書店 2010年

## 関連書
- 江口絵理著『アフリカで、バッグの会社はじめました : 寄り道多め、仲本千津の進んできた道』さ・え・ら書房 2023年